# Siri Hatlen
Siri Beate Hatlen, née le 5 mai 1957, est une cheffe d'entreprise norvégienne. Diplômée de l'Institut norvégien de technologie en 1980 et de l'Institut européen d'administration des affaires en 1991, elle a occupé de nombreux postes d'importance dans diverses entreprises norvégiennes, publiques notamment, comme la Statoil, le Musée norvégien des glaciers ou l'aéroport d'Oslo-Gardermoen.
Elle a de plus présidé le Comité d'organisation des Jeux olympiques de la jeunesse de Lillehammer 2016 (LYOCOG en anglais).